# Margaret O’Hagan Peterson
Margaret Peterson (* 3. Juni 1902 in Seattle, Vereinigte Staaten; † 15. Mai 1997 in Ottawa, Kanada) war eine amerikanisch-kanadische Malerin und Hochschullehrerin. Sie war außerordentliche Professorin für Kunst an der University of California, Berkeley und eine Malerin der abstrakten Kunst.

## Leben und Werk
Peterson war die Tochter von Ellen Charlotte (Lawson) und Edwin Richard Peterson. Von 1920 bis 1923 besuchte sie Zeichenkurse bei Glenn Wessels am California College of the Arts in San Francisco. Sie studierte von 1925 bis 1931 bei Worth Ryders, Vaclav Vytlacil, Hans Hofmann und Ray Boynton an der University of California, Berkeley, wo sie 1926 ihren Bachelor-of-Arts-Abschluss erhielt. 1928 wurde sie Mitglied der Fakultät für Bildende Künste an der University of California, Berkeley und erwarb 1931 den Master-of-Arts-Abschluss.

## Hochschullehrerin und Auslandsstudien
Von 1928 bis 1950 lehrte sie an der University of California. Zu ihren Schülern gehörten die Künstler Elmer Bischoff, Richard Diebenkorn und Jay DeFeo, die für die abstraktionistische Bewegung in San Francisco bedeutend waren.
Sie erhielt den Bertha Beneke Tauseg Memorial Award, mit dem sie 1931 Studien in Europa finanzierte. Sie verbrachte ein Jahr in Kunstmuseen von Stockholm, Berlin, München, Paris, Mailand, Florenz, Orvieto, Assisi, Rom, Neapel, Pompeji. Unter der Leitung von Andre L'hote studierte sie in Paris und bei Vaclav Vytlacil studierte sie in Paris und Positano.
1937 heiratete sie den kanadischen Schriftsteller Howard O’Hagan. Petersons erstellte das Cover für seine Novelle The School-Marm Tree, die 1977 von Talonbooks in Vancouver veröffentlicht wurde.
1947 nahm sie ein einjähriges Sabbatical in Green Point, Cowichan Bay und studierte indigene Kunst im Anthropologischen Museum von Victoria. Da sie sich während der McCarthy-Ära weigerte, einen Treueeid zu unterzeichnen, trat sie 1950 von ihrer Universitätsposition als außerordentliche Professorin für Kunst zurück und zog nach New York City. Sie unternahm eine Reise nach Mexiko und studierte die Kunst der Tolteken, Zapoteken, Azteken und des modernen Mexiko. In Guatemala beschäftigte sie sich mit der Kunst der Maya-Kulturen. Nach ihrer Rückkehr nach Green Point erhielt sie den ersten Preis der Eröffnungsshow der San Francisco Artists. 1952 kehrte sie nach San Francisco zurück und gründete dort eine Malschule. Als sie zur Rückkehr an die University of California, Berkeley eingeladen wurde, lehnte sie dies ab.
1956 zog sie mit ihrem Mann nach Victoria. Mitte der 1960er und 1970er Jahre erhielt sie den Auftrag, Glas- und Keramikmosaiken für die University of Victoria und das dortige British Colombia Hydro Building zu entwickeln. 1963 erstellte sie des Mosaik Source of Sources in der McPherson-Bibliothek der University of Victoria. Mit einem Stipendium zum Studium von Mosaiktechniken in Europa studierte sie dann 1964 an der Accademia di belle arti di Ravenna in Ravenna unter der Leitung des Mosaikkünstlers Renato Signorini (1908–1999). Nach einem neun Monate langen Aufenthalt auf Lipari auf den Äolischen Inseln vor Sizilien lebte sie bis 1974 mit ihrem Ehemann auf der Insel Salina und kehrte dann nach Victoria zurück. Für das Richard Blanshard Gebäude schuf sie von 1976 bis 1977 ein Mosaik.
Peterson starb 1997 im Alter von 94 Jahren in Kanada.

## Künstlerische Praxis
Petersons Kunstwerke bestehen hauptsächlich aus abstrakten Gemälden, Zeichnungen und Mosaiken. In ihrer frühen Karriere arbeitete sie überwiegend in einem kubistischen Stil und wurde stark von Künstlern wie Pablo Picasso beeinflusst. Mitte der 1930er Jahre arbeitete Peterson in einem abstrakten Stil, der von Georges Braque sowie den mexikanischen Modernisten Carlos Mérida und Rufino Tamayo beeinflusst war. Sie lernte beide Künstler 1934 in Mexiko-Stadt während ihrer Einzelausstellung in der Biblioteca Nacional kennen. Ab etwa den späten 1930er Jahren interessierte sie sich für die verschiedenen Künste und Mythologien der indigenen Völker Amerikas. Ihr besonderes Interesse galt der Kunst und spirituellen Ikonographie der indigenen Völker des pazifischen Nordwestens sowie Mittel- und Südamerikas. Petersons Arbeiten in den späten Fünfzigern bis Anfang der Sechziger zeigen ihr Interesse sowohl an Abstraktion als auch an einheimischer Kunst. Trotz ihres Studiums der indigenen Kunst beharrte sie jedoch darauf, dass ihre Kunst nicht von der indigenen Kunst abgeleitet sei.
Petersons Arbeiten sind Teil privater und öffentlicher Dauerausstellungen, darunter das Confederation Memorial Building in Charlottetown, Prince Edward Island in Kanada, die National Gallery of Canada in Ottawa, das Oakland Art Museum in Kalifornien, der Palace of Legion of Honor in San Francisco, die University of Victoria in British Columbia.

## Ausstellungen (Auswahl)
- 1933: Einzelausstellung im Legion of Honor (Museum), San Francisco
- 1934: Einzelausstellungen in der Biblioteca Nacionale, Mexiko-Stadt
- 1934: Paul Elder Gallery, San Francisco
- 1934: & Henry Gallery, Seattle
- 1939: Ausstellung auf der Weltausstellung Treasure Island in San Francisco
- 1945: Einzelausstellung in der Raymond & Raymond Gallery, San Francisco
- 1945–46: Ausstellung an der University of California, Berkley
- 1950: Einzelausstellung von 15 Gemälden
- 1951: Einzelausstellung in der New Gallery, New York City
- 1953: Einzelausstellung in der Art Gallery of Greater Victoria, Victoria
- 1958: Ausstellung von zehn Gemälden im San Francisco Museum of Art
- 1959: Einzelausstellung in der Art Gallery of Greater Victoria
- 1960: Einzelausstellung im Legion of Honor (Museum), San Francisco
- 1961: 4. Biennale für kanadische Kunst, National Gallery, Ottawa
- 1961: Einzelausstellung an der University of British Columbia, Vancouver
- 1962: Einzelausstellung in der Art Gallery of Greater Victoria, Victoria
- 1963: Gemälde auf der Biennale von São Paulo, Brasilien
- 1963: 5. Biennale für kanadische Kunst, National Gallery, Ottawa
- 1965: Privatausstellung, American Federation of Art, eine Auswahl von Gemälden und Zeichnungen aus den Jahren 1929 bis 1962, Carmel-by-the-Sea
- 1978: Retrospektive in der Art Gallery of Greater Victoria
- 2014: A Search In Rhythm, McPherson-Bibliothek, University of Victoria[4]

## Auszeichnungen (Auswahl)
- 1931–1932: Tansing Travelling Fellowship, University of California
- 1935, 1952: Erster Preis, San Francisco Women Artists
- 1943: Purchase Award der San Francisco Art Association
- 1947: Erster Preis, San Francisco Art Association
- 1952: Blue Ribbon, Pacific Artists Festival
- 1963: Senior Grant des Canada Council[5]